# Sonda Hayabusa
Hayabusa (MUSES-C)  (はやぶさ? "falco pellegrino") è una sonda automatica lanciata nel 2003 dall'Agenzia Spaziale Giapponese (JAXA) con lo scopo di atterrare sull'asteroide 25143 Itokawa (delle dimensioni di 540 m x 270 m x 210 m) e prelevare dei campioni di suolo da riportare sulla Terra.
La sonda è stata lanciata il 9 maggio 2003 con un vettore M-V dal Centro Spaziale di Uchinoura, raggiungendo con successo il suo obiettivo verso la metà di settembre del 2005. La sonda ha eseguito osservazioni ravvicinate dell'asteroide prima di posarsi sulla sua superficie, il 19 e il 25 novembre 2005. A causa di problemi nel controllo d'assetto, non furono tentate ulteriori manovre per il recupero di altri campioni. Il 25 aprile, sigillata la capsula contenente il materiale recuperato, Hayabusa intraprese il viaggio che l'avrebbe riportata sulla Terra, dove giunse il 13 giugno 2010.

## Primati
Precedentemente, altre sonde spaziali avevano visitato degli asteroidi. La NASA aveva infatti diretto la sonda Galileo nel 1991 verso 951 Gaspra e nel 1993 verso 243 Ida e, nel 1996, la sonda NEAR Shoemaker verso 433 Eros. Quest'ultima, in particolare, era stata sviluppata appositamente per lo studio degli asteroidi: entrata in orbita nel 2000 attorno a Eros, vi era infine atterrata nel 2001 grazie alle condizioni favorevoli incontrate, ma cessando subito di funzionare come prestabilito, non essendo stata sviluppata per operare sulla superficie.
Hayabusa, invece, è stata la prima missione sviluppata per raccogliere del materiale dalla superficie di un asteroide e riportarlo a Terra per successive analisi in laboratorio. Era stata progettata per toccare la superficie dell'asteroide con lo strumento raccoglitore e quindi intraprendere il percorso di ritorno verso la Terra. Tuttavia, anche in questo caso, le condizioni trovate hanno permesso di compiere un'impresa più ambiziosa e Hayabusa è rimasta posata sulla superficie di Itokawa per circa trenta minuti.

## Cronologia della missione

### Dallo sviluppo al lancio

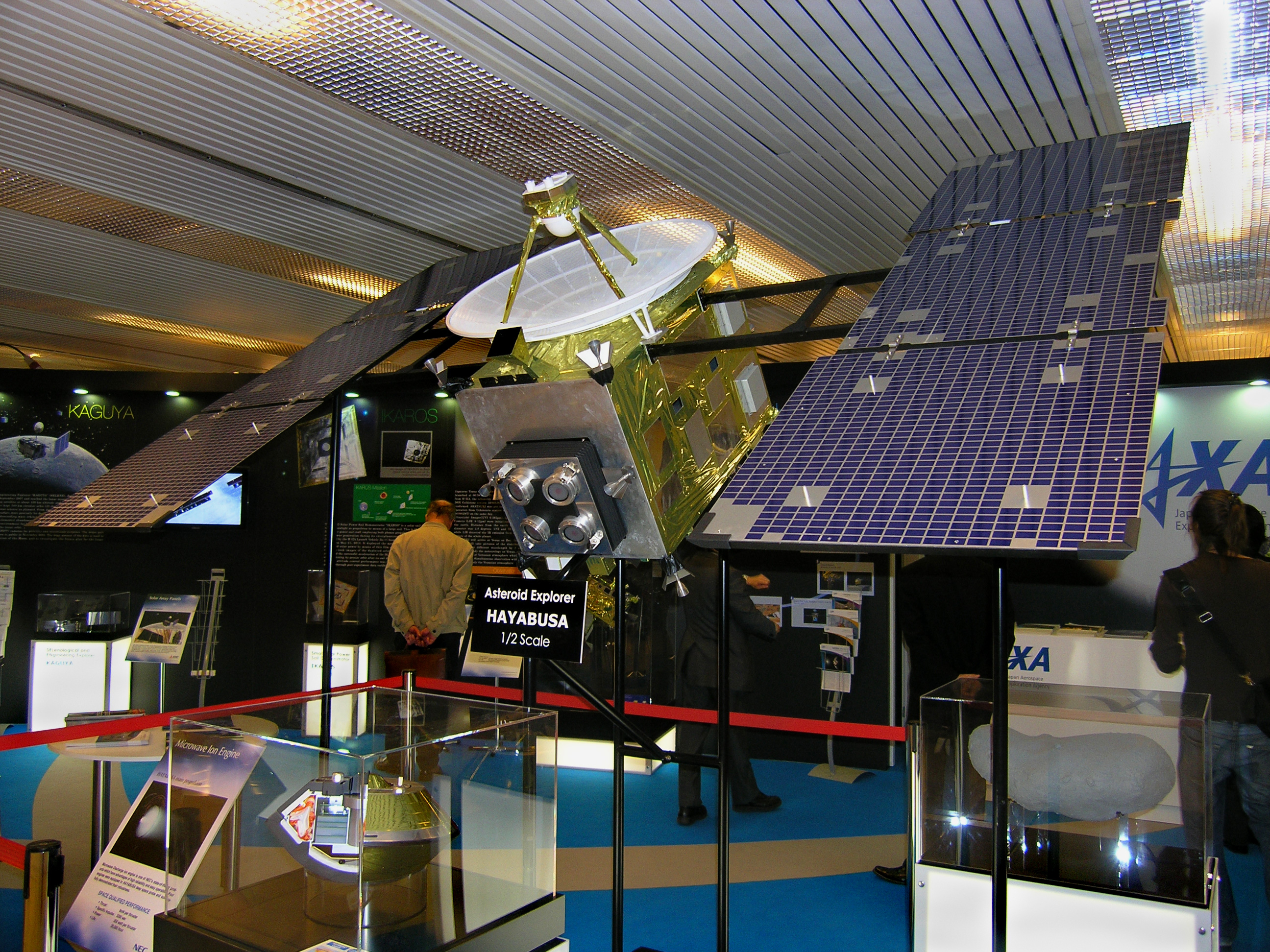
Modello della sonda esposto al 61º Congresso Astronautico Internazionale, a Praga.

Il programma di esplorazione degli asteroidi giapponese ebbe origine nel 1986-1987 quando i ricercatori dell'Institute of Space and Astronautical Science (ISAS) analizzarono la fattibilità di una missione di recupero di campioni dall'asteroide 1943 Anteros e conclusero che la tecnologia necessaria non era stata ancora sufficientemente sviluppata. Fra il 1987 e il 1994, un gruppo congiunto NASA/ISAS studiò varie missioni, incluso un rendezvous con un asteroide che ha condotto allo sviluppo della missione NEAR, e una missione di recupero di campioni da una cometa, in seguito portata a termine dalla sonda Stardust.
Nel 1995, l'ISAS selezionò il recupero di campioni da un asteroide come una missione di sviluppo di tecnologie ingegneristiche. Il progetto prese il nome di MUSES-C, da Mu Space Engineering Spacecraft C, e furono indicati due obiettivi: 4660 Nereus e 1989 ML come seconda scelta. Nella fase di primo sviluppo, fu ritenuto che non sarebbe stato possibile raggiungere Nereus e 1989 ML divenne l'obiettivo primario. Il fallimento del lancio di un razzo M-V nel luglio del 2002 determinò un ritardo nel lancio della missione dal luglio previsto al novembre/dicembre 2002: ciò determinò che non fosse più raggiungibile neanche 1989 ML e la missione venne riorientata verso 1998 SF36, che fu poco dopo denominato 25143 Itokawa in onore di Hideo Itokawa, pioniere dell'astronautica giapponese. Il lancio fu infine ulteriormente spostato al maggio del 2003 per eseguire un ultimo controllo sugli O-ring (guarnizioni) del sistema di controllo dell'assetto.
MUSES-C è stata lanciata il 9 maggio 2003 04:29:25 UTC a bordo di un razzo M-V dal Centro Spaziale di Uchinoura e subito ridenominata "Hayabusa".

### Crociera
La fase di controllo del propulsore ionico è iniziata il 27 maggio. Il 25 giugno il sistema propulsivo ha iniziato a operare alla massima potenza.
Nell'ottobre del 2003, l'ISAS e altre due agenzie aerospaziali giapponesi furono unite nella JAXA.
Il 31 marzo 2004 l'attività del propulsore ionico fu interrotta in previsione della manovra di fionda gravitazionale con la Terra. L'ultima manovra correttiva fu eseguita il 12 maggio e il 19 maggio Hayabusa eseguì lo swing-by con la Terra. Il propulsore riprese la propria attività il seguente 27 maggio.
Il 18 febbraio del 2005, Hayabusa raggiunse l'afelio della propria orbita, a 1,7 UA dal Sole. Il 31 luglio si guastò la ruota di reazione in direzione x. Il 14 agosto, fu resa alla stampa la prima immagine raccolta dalla sonda, acquisita da uno strumento di navigazione, che mostrava l'asteroide come un punto luminoso in moto rispetto allo sfondo delle stelle fisse; altre immagini furono acquisite tra il 22 e il 24 agosto. Il 28 agosto si passò dalla propulsione elettrica alla propulsione chimica, predisposta per le manovre in prossimità dell'asteroide (Hayabusa era stata predisposta con un razzo bi-propellente a tale scopo). Dal 4 settembre la sonda era abbastanza vicina da poter fornire foto dell'asteroide non più come un puntino, ma nella sua effettiva forma allungata, dall'11 settembre le foto mostrano distintamente anche le colline presenti sulla superficie, e il giorno seguente Hayabusa era a 20 km da Itokawa, così JAXA annunciò che la sonda aveva ufficialmente raggiunto la propria destinazione.

### In prossimità di Itokawa

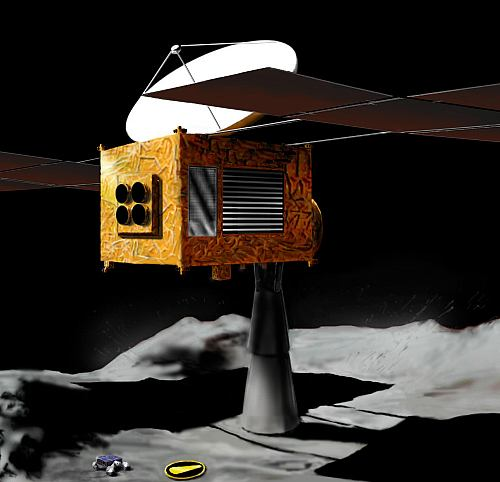
Rappresentazione artistica della fase di raccolta dei campioni.

Il 15 settembre fu resa pubblica un'immagine a colori dell'asteroide, che lo mostra come una grossa roccia di forma simile a un fagiolo, completamente butterata e di colore grigio. Il 4 ottobre la sonda raggiunse la sua orbita di parcheggio (indicata come Home Position) a 7 km dall'asteroide, che permise di raccogliere immagini ravvicinate della superficie; venne inoltre data comunicazione che anche una seconda ruota di reazione in direzione y era in panne e che, pertanto, il controllo d'assetto sarebbe stato gestito attraverso i propulsori.
Il 3 novembre, Hayabusa orbitava a 3 km dalla superficie e da tale posizione iniziò la discesa, programmata per rilasciare il lander Minerva e un marcatore. Nella fase iniziale di discesa, la sonda raccolse ulteriori immagini fotografiche, ma all'1:50 UTC del 4 novembre la manovra di discesa fu interrotta in seguito alla rilevazione di un segnale anomalo. Jun'ichirō Kawaguchi, direttore della missione, spiegò successivamente che il sistema di navigazione ottica aveva difficoltà a tracciare l'asteroide, probabilmente a causa della forma complessa di quest'ultimo. Furono necessari, quindi, alcuni giorni per valutare la situazione e riprogrammare la manovra. Il 7 novembre Hayabusa era a 7,5 km da Itokawa. Il 9 novembre, la sonda eseguì una manovra di discesa a 70 m dalla superficie per testare l'altimetro laser e la navigazione in fase di atterraggio. Tornata a una distanza maggiore dall'asteroide, ripeté la manovra fino a 500 m, da dove sganciò uno dei marcatori nello spazio per testare l'abilità della sonda nel tracciarne il percorso: l'esperimento ebbe esito positivo. Furono quindi utilizzate le immagini ravvicinate per selezionare il luogo di atterraggio fra due luoghi potenziali individuati: il Woomera Desert e il Muses Sea, ma il primo fu poi giudicato troppo roccioso e pertanto scartato. Se possibile, il controllo missione avrebbe voluto eseguire due volte l'atterraggio, sempre nello stesso punto, a scopo sperimentale.
Il 12 novembre, Hayabusa raggiunse la distanza di 55 metri dalla superficie, da dove lanciò il lander Minerva, che però mancò la superficie a causa di un errore.
Il 19 novembre, Hayabusa si posò sull'asteroide. Sia durante la manovra, sia a posteriori, rimane considerevole confusione su come si siano svolti precisamente gli eventi, perché l'antenna di alto guadagno della sonda non poté essere usata durante la fase finale e ci fu qualche momento di buio durante il passaggio nella ricezione dei segnali dall'attenna messa a disposizione dal Deep Space Network a quella presente nella stazione di Usuda. Le prime comunicazioni riferirono che la sonda si era fermata a circa dieci metri dalla superficie, in condizione di hovering per circa 30 minuti senza effettiva spiegazione. I controllori da Terra comandarono quindi di interrompere la missione e risalire e, nel tempo necessario a ristabilire le comunicazioni con la sonda, questa si trovava a un centinaio di chilometri dall'asteroide. La sonda era entrata in modalità di sicurezza, ruotando lentamente per stabilizzare l'assetto. Tuttavia, una volta recuperato il controllo della sonda e ristabilite le comunicazioni, i dati del tentativo di atterraggio furono scaricati e analizzati e, il 23 novembre, la JAXA annunciò che la sonda era davvero atterrata fisicamente sulla superficie dell'asteroide. Sfortunatamente, la sequenza di raccolta dei campioni non fu attivata perché un sensore rilevò la presenza di un ostacolo durante la discesa; il computer di bordo, quindi, tentò di interrompere l'atterraggio, ma poiché la sua altitudine non era appropriata per una manovra di risalita, decise di intraprendere una discesa di sicurezza. Tale modalità non permise di raccogliere campioni, ma poiché c'era un'alta probabilità che parte della polvere presente sulla superficie potesse essere penetrata nella capsula di raccolta al contatto l'asteroide, il contenitore fu sigillato.
Il 25 novembre fu tentato un secondo atterraggio. A una prima analisi, si ritenne che questa volta il dispositivo per la raccolta dei campioni fosse attivo; tuttavia, analisi successive conclusero che si era trattato nuovamente di un fallimento e che il contenitore non si fosse riempito. Inoltre, a causa di una perdita nel sistema propulsivo, la sonda fu posta in modalità di sicurezza continuata.
Il 30 novembre, la JAXA ha comunicato che era stato ristabilito il contatto con Hayabusa, ma era stato riscontrato un problema col sistema di controllo di assetto, a causa probabilmente del congelamento di un condotto del propellente. In base ai dati ricevuti, fu dedotto che il 27 novembre la sonda aveva manifestato una perdita di potenza nel controllo di assetto, imputata a una perdita di propellente. Il controllo di missione era impegnato a risolvere il problema in vista della finestra di lancio per il ritorno sulla Terra. Un tentativo di eseguire una manovra di controllo di assetto fu tentato il 2 dicembre, ma il propulsore non produsse spinta sufficiente. Il 3 dicembre, l'asse z della sonda presentava una distanza angolare, rispetto alla congiungente sonda-Sole, in aumento e già compresa tra 20° e 30°. Il 4 dicembre, come misura d'emergenza, fu espulso nello spazio parte dello xenon - il propellente del propulsore ionico - per correggere la velocità di rotazione della sonda e gestire il controllo d'assetto. La manovra riuscì con successo e il 5 dicembre si poterono ristabilire le comunicazione attraverso l'antenna di medio guadagno. Fu trasmessa a Terra la telemetria e dalla sua analisi emersero forti probabilità che il proiettile campione non fosse penetrato durante l'atterraggio del 25 novembre. A causa della perdita di potenza, inoltre, le registrazioni telemetriche risultarono incomplete. Il 6 dicembre, la sonda era a 550 km da Itokawa.
L'8 dicembre fu registrato un improvviso cambiamento d'assetto e le comunicazioni con la sonda furono interrotte. Fu ipotizzato che ciò fosse stato probabilmente causato dall'evaporazione di una quantità di propellente fra gli 8 e i 10 cm³, fuoriuscito dalla perdita registrata nei giorni precedenti e rimasto congelato sul corpo della sonda finché un cambiamento nell'esposizione alla luce ne aveva determinato la rapida evaporazione, generando una spinta sufficiente a modificare l'orientamento della sonda. Ciò determinò un'interruzione delle attività per il tempo necessario - un mese o due - perché l'asse di rotazione della sonda, soggetto a un moto di precessione, si stabilizzasse, fosse nuovamente diretto verso il Sole e la Terra e potessero essere ristabilite le comunicazioni. Le previsioni al riguardo erano che ciò si sarebbe verificato entro dicembre 2006 con una probabilità del 60%, ed entro la primavera del 2007 con una probabilità del 70%.

### Prelievo dei campioni e ritorno sulla Terra

Traiettoria della Hayabusa nel viaggio di ritorno alla Terra.
Hayabusa·
Itokawa·
Terra·
Sole

Il 23 gennaio 2006 è stato rilevato il segnale portante da Hayabusa. Il 26 gennaio, la sonda ha risposto ai comandi dalla stazione di controllo, modificando il segnale come comandato. Il 6 febbraio, fu comandata l'espulsione di xenon per correggere l'assetto e migliorare le comunicazioni: l'asse si riorientò con una velocità di 2 gradi per giorno. La sonda inviò a Terra la telemetria attraverso l'antenna di basso guadagno il 25 febbraio, e attraverso quella di medio guadagno il 4 marzo. Fu stabilito che il 6 marzo Hayabusa precedeva Itokawa sulla sua orbita di circa 13.000 km, con una velocità relativa di 3 m/s.
Il 1º giugno, il direttore della missione Jun'ichirō Kawaguchi comunicò che due dei quattro motori ionici, quelli identificati dalle lettere B e D, operavano normalmente e che ciò sarebbe stato sufficiente per il viaggio di ritorno verso la Terra Tuttavia il propulsore B andò incontro a periodi di inattività dopo l'aprile del 2006 in conseguenza al danneggiamento del suo neutralizzatore..
Il 30 gennaio 2007, 7 delle 11 batterie presenti a bordo erano attive e la capsula era stata sigillata. Il seguente 25 aprile, la sonda intraprese il viaggio di ritorno; il 29 agosto venne comunicato che anche un terzo propulsore ionico, identificato dalla lettera C, era stato riattivato con successo. Il 24 ottobre giunse a conclusione la prima fase delle correzioni orbitali necessarie a redirigere la sonda verso il nostro pianeta e a stabilizzarne l'assetto La seconda fase di manovre orbitali riprese il 4 febbraio 2009.. Il 4 novembre 2009, il propulsore D cessò di funzionare automaticamente per via dei danni eccessivi; si rese necessario quindi riattivare il motore B e il controllo missione riuscì nell'impresa combinando il condotto di scarico del propulsore B con il neutralizzatore del propulsore A: la soluzione risultava non ottimale, ma si prevedeva che avrebbe garantito il Δv necessario per il ritorno sulla Terra. Dei 2.200 m/s richiesti, infatti, circa 2.000 m/s erano già stati acquisiti precedentemente all'adozione di tale soluzione.
Il 5 marzo 2010, Hayabusa percorreva una traiettoria che l'avrebbe portata a passare entro l'orbita lunare. L'attività dei propulsori ionici fu sospesa per determinare con maggiore precisione la traiettoria e quindi calcolare la giusta correzione necessaria per lambire il nostro pianeta. Il 27 marzo 06:17 UTC, la sonda si trovava su una traiettoria che l'avrebbe portata a transitare a 20.000 km dal centro della Terra. Il 6 aprile fu completato il primo stadio della Trajectory Correction Maneuver (TCM-0), programmata 60 giorni prima del rientro. Il 4 maggio fu completata anche la manovra TCM-1 per meglio controllare la distanza dalla Terra nel momento dell'incontro. Il 22 maggio fu avviata la TCM-2, proseguita per circa 92,5 ore e conclusasi il 26 maggio. La TCM-3 eseguita dal 3 al 5 giugno è stata condotta per selezionare il sito di atterraggio a Woomera, nell'Australia meridionale. Infine, fu eseguita un'ultima correzione di rotta, la TCM-4, il 9 giugno per circa 2,5 ore per un controllo di precisione sulla Woomera Prohibited Area. La capsula di rientro è stata sganciata il 13 giugno alle 10:51 UTC.

### Rientro e recupero dei campioni

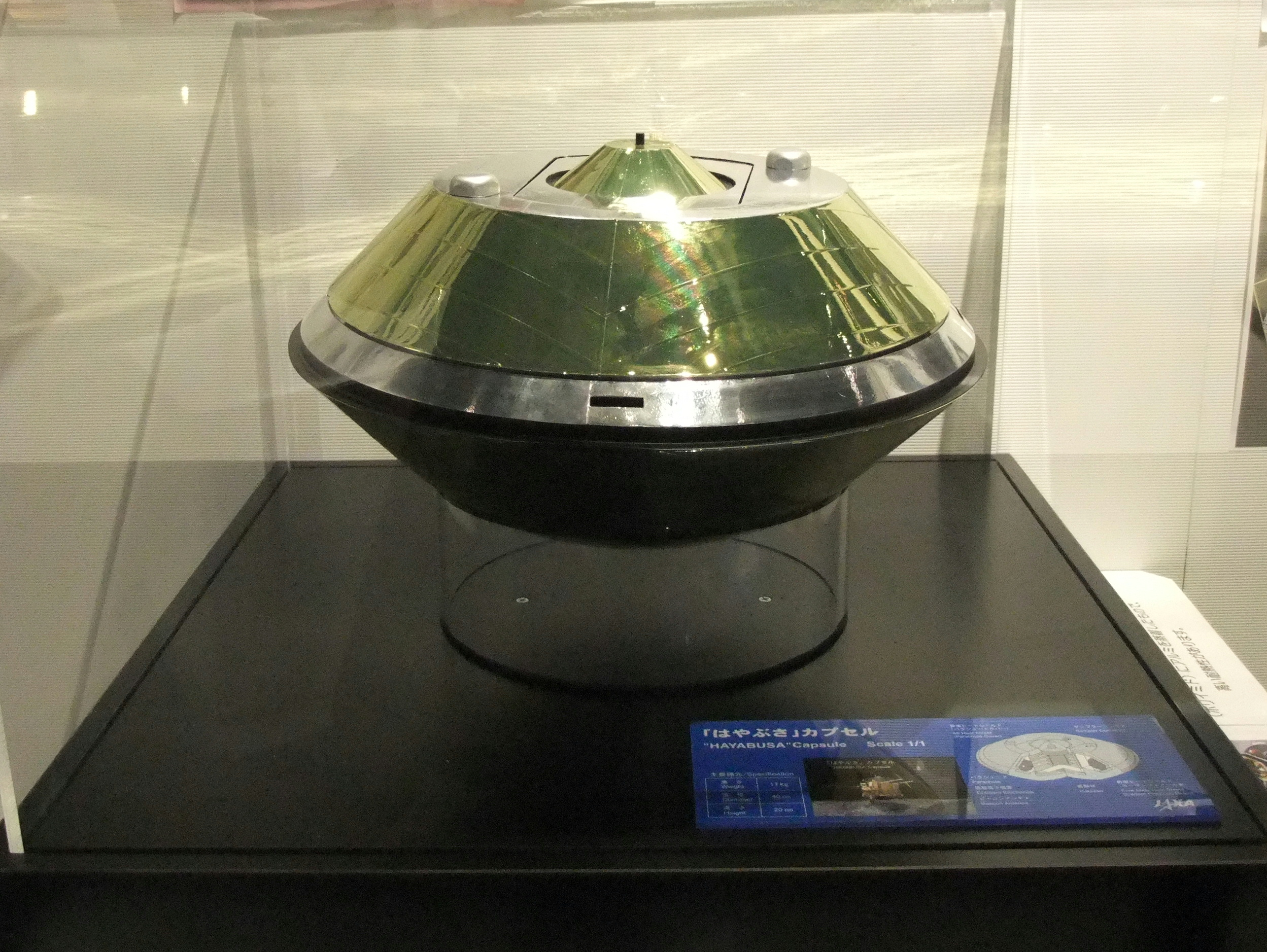
Modello della capsula di rientro.

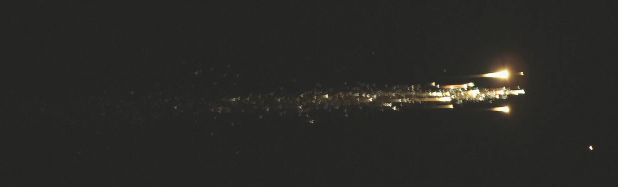
La capsula, visibile in basso a destra nell'immagine, precede la sonda madre interessata da una estesa disintegrazione, al centro.

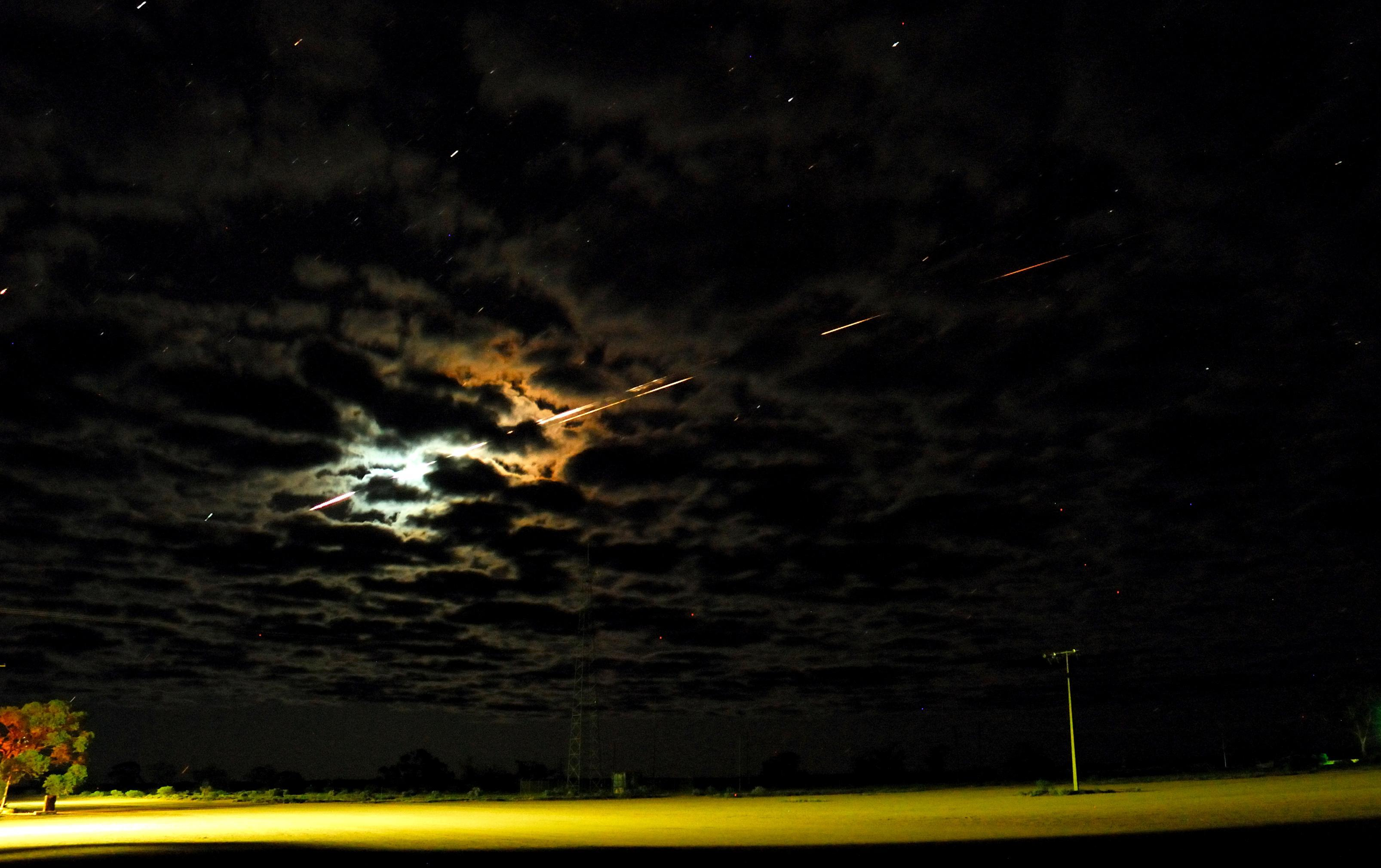
Il rientro osservato dal Woomera Test Range.

La capsula di rientro dei campioni e la sonda madre sono penetrate nell'atmosfera terrestre il 13 giugno 2010, alle 13:51 UTC. La capsula, dotata di scudo termico, è atterrata con paracadute nell'outback australiano meridionale, mentre la sonda madre si è incenerita nell'attraversamento dell'atmosfera.
Una squadra internazionale di scienziati ha osservato con un'ampia gamma di apparecchiature fotografiche e spettroscopiche il rientro della capsula a 12,2 km/s da 11,9 km di quota, a bordo di un laboratorio aereo allestito dalla NASA, allo scopo di misurare le condizioni fisiche durante il rientro. La sonda, priva della possibilità di manovrare attraverso il reaction control system, è precipitata come fosse un asteroide e si è disintegrata nel rientro.
Era stato calcolato che la capsula sarebbe atterrata entro una striscia larga 20 km e lunga 200 km nella Woomera Prohibited Area. Quattro squadre hanno avuto il compito di controllare l'area a distanza e localizzare la capsula della sonda, triangolandone la posizione con osservazioni ottiche e radio. Era stata inoltre predisposta una quinta squadra che avrebbe dovuto provvedere al recupero della capsula muovendosi con un elicottero. La capsula è stata infine recuperata con successo il 14 giugno 2010, alle 7:08 UTC; sono state inoltre rinvenute le due parti dello scudo termico, espulse nel corso della discesa.
Dopo aver messo in sicurezza l'esplosivo utilizzato per l'apertura del paracadute, la capsula è stata impacchettata in atmosfera di azoto puro per evitare contaminazioni, e sono stati raccolti anche dei campioni del suolo del sito d'atterraggio per utilizzarli per un confronto nel caso di contaminazione. La capsula e gli scudi termici sono stati sigillati e portati per via aerea in Giappone, dove sono giunti il 18 giugno presso la sede di Sagamihara della ISAS/JAXA.
La capsula è stata quindi ispezionata ai raggi X prima di essere estratta dal suo involucro protettivo. Una volta estratto il contenitore sono state accuratamente pulite le sue superfici esterne. Determinata la sua pressione interna, è stato quindi aperto in un'atmosfera di azoto puro.

### Risultati delle analisi
Il 26 agosto 2011, i risultati delle analisi sui campioni raccolti sono apparsi in sei articoli su Science. Gli scienziati hanno suggerito che i campioni raccolti probabilmente erano parte in origine di un asteroide di dimensioni maggiori, e le polveri raccolte dalla superficie dell'asteroide si pensa siano state esposte allo spazio per circa otto milioni di anni. La polvere di 25143 Itokawa è risultata essere «identica ai materiali che compongono i meteoriti»: Itokawa è un asteroide di tipo S la cui composizione corrisponde a quello delle condriti LL.